# Chống chỉ định
Chống chỉ định là tình trạng mà không thể dùng một loại thuốc, hay một phương pháp chữa bệnh,kỹ thuật y tế, hoặc nếu có dùng thì phải cân nhắc vì có thể đưa tới những triệu chứng không tốt

## Các loại
- Trong trường hợp Chống chỉ định tuyệt đối thì hoàn toàn không thể dùng biện pháp điều trị đó được. Thí dụ nếu như một người bệnh bị dị ứng với Penicillin[1], thì không được dùng chất đó nữa.
- Nhưng trong trường hợp Chống chỉ định tương đối thì cũng nên tránh dùng, nhưng nếu không có biện pháp nào khác tốt hơn, và cái lợi rõ hẳn hơn là cái hại, thì cũng nên dùng thuốc. Thí dụ một bệnh nhân, mà đã bị bệnh lở bao tử (Ulcus ventriculi), thường thì không nên dùng Acetyl salicylic acid. Nhưng nếu không có thuốc nào khác để dùng, và nếu cân nhắc là cái lợi lớn hơn cái hại, là có thể bị lở bao tử trở lại, thì nên dùng thuốc.

Các đối tượng đặc biệt như:trẻ em,người già,phụ nữ có thai hoặc đang cho con bú sữa,người mắc bệnh mạn tính cần phải tìm hiểu kỹ các loại chống chỉ định trên toa thuốc hay kỹ thuật y tế(chụp X-Quang,Chụp cộng hưởng từ) có chống chỉ định với mình không !
Ngoài ra  người dân thường hay sợ những tác dụng phụ hơn là sợ sẽ bị mang bệnh, khi không được chữa trị. Một phần cũng vì trong giấy kèm theo của thuốc tuy có ghi những tác dụng phụ, nhưng lại không nêu lên những nguy hiểm có thể xảy ra nếu không dùng thuốc. Vậy nên cần phải tham khảo ý kiến của Bác sĩ nếu muốn sử dụng thuốc, họ sẽ cân nhắc sử dụng nếu lợi ích lớn hơn rủi ro.
Bởi vậy ta phải cân nhắc đầy trách nhiệm về những nguy hiểm khi chữa trị cũng như những cái hại nếu không điều trị.